# Стівен Найт
Стівен Найт (англ. Steven Knight; народ. 1959, Бірмінгем, Англія) — британський кінематографіст. Автор сценарію фільмів «Гострі картузи», «Прянощі і пристрасті», «Замкнутий ланцюг», «Брудні принади», «Порок на експорт»; сценарист і режисер картин «Лок», «Ефект колібрі». Брав участь в розробці популярної телегри Who Wants to Be a Millionaire?, писав сценарії для ряду телепроєктів «Бі-Бі-Сі» (таких як шоу "Commercial Breakdown", ситком «Детективи»).

## Телепроєкти
Підйом творчої кар'єри Стівена Найта почався в 1990-і роки, коли він став одним із творців британської і бразильської версій телегри «Хто хоче стати мільйонером?».
Найт працював над сценаріями телевізійних шоу популярних коміків Френкі Хауерда ("Frankie's On ..."), Джиммі Карра ("Commercial Breakdown") і Джаспера Керротта ("Canned Carrott"), писав для гумористичної передачі Террі Вогана ("Auntie's Big Bloomers").
Він брав участь в роботі над ситкомами «Театр комедії» ("Comedy Playhouse", 1993), «Детективи» ("The Detectives", 1993-1997), створив комедійний серіал «Все про мене» ("All About Me ", 2002-2004).
Стівен - автор і продюсер кримінального серіалу «Гострі картузи» ("Peaky blinders", 2013).

## Сценарист
Стівен Найт найбільш відомий як сценарист кінострічок «Брудні принади» і «Порок на експорт». Робота над картиною «Брудні принади» принесла йому Премію Едгара По за найкращий кіносценарій (2004) і нагороду «Лондонського гуртка кінокритиків» в номінації «Британський сценарист року» (2002). Цей сценарій був також номінований на премії «Оскар» (2004) і BAFTA (2002).
Найт написав сценарій для фільму «Замкнутий ланцюг» (2013), знятого ірландським режисером Джоном Краулі (з Еріком Бана і Ребеккою Холл у головних ролях).
Серед робіт Стівена Найта є і проєкт кіносценарію за мотивами роману Д.Ліхейна «Острів проклятих», проте сценаристом однойменного фільму М. Скорсезе стала Л. Калогрідіс.
У 2014 році з'явилися дві картини, в яких Стівен Найт виступав як автор сценарію. Перша з них - «Прянощі і пристрасті» Л. Халльстрема з Хелен Міррен у ролі господині дорогого ресторану. Друга - «Жертвуючи пішаком» Е. Цвіка - про чемпіона світу з шахів Боббі Фішера (відомого шахіста зіграв Тобі Магуайр)
У грудні 2014 року на великі екрани вийшов фільм Сергія Бодрова-старшого в жанрі фентезі «Сьомий син» (за романом Дж. Ділейні «Учень відьмака»; з Джеффом Бріджесом, Джуліанной Мур, Беном Барнсом та іншими акторами), над сценарієм якого працював С. Найт..

## Режисер
Стівен Найт був режисером двох фільмів, для яких він написав сценарії. Це «Ефект колібрі» (2013) з Джейсоном Стейтемом в головній ролі, а також знятий за новими канонами «Лок» (2014 року) — фільм одного актора (Том Харді), герой якого протягом усієї дії веде автомобіль з hands-free пристроєм, розмовляючи по телефону (сценарій фільму «Лок» був визнаний кращим і удостоївся Премії британського незалежного кіно-2013).

## Фільмографія

### Фільми
| Рік  | Назва (укр.)                       | Назва (англ.)                | Режисер | Сценарист | Продюсер   |
| ---- | ---------------------------------- | ---------------------------- | ------- | --------- | ---------- |
| 2001 | «Циганка»                          | Gypsy Woman                  | Ні      | Так       | Ні         |
| 2002 | «Гарненькі брудні речі»            | Dirty Pretty Things          | Ні      | Так       | Ні         |
| 2006 | «Дивовижне добродійство»           | Amazing Grace                | Ні      | Так       | Ні         |
| 2007 | «Східні обіцянки»                  | Eastern Promises             | Ні      | Так       | Ні         |
| 2013 | «Ефект колібрі»                    | Hummingbird                  | Так     | Так       | Ні         |
| 2013 | «Замкнутий ланцюг»                 | Closed Circuit               | Ні      | Так       | Ні         |
| 2013 | «Лок»                              | Locke                        | Так     | Так       | Ні         |
| 2014 | «Прянощі та пристрасті»            | The Hundred-Foot Journey     | Ні      | Так       | Ні         |
| 2014 | «Сьомий син»                       | Seventh Son                  | Ні      | Так       | Ні         |
| 2014 | «Ігри чемпіонів»                   | Pawn Sacrifice               | Ні      | Так       | Ні         |
| 2015 | «Шеф Адам Джонс»                   | Burnt                        | Ні      | Так       | Ні         |
| 2016 | «Шпигуни-союзники»                 | Allied                       | Ні      | Так       | виконавчий |
| 2017 | «Жінка йде попереду»               | Woman Walks Ahead            | Ні      | Так       | Ні         |
| 2017 | «Листопадові злочинці»             | November Criminals           | Ні      | Так       | виконавчий |
| 2018 | «Дівчина у павутинні»              | The Girl in the Spider's Web | Ні      | Так       | Ні         |
| 2019 | «Море спокуси»                     | Serenity                     | Так     | Так       | Так        |
| 2021 | «Локдаун»                          | Locked Down                  | Ні      | Так       | Ні         |
| 2021 | «Спенсер: Таємниця принцеси Діани» | Closed Circuit               | Ні      | Так       | виконавчий |
| 2024 | «Марія»                            | Maria                        | Ні      | Так       | Ні         |

### Телебачення
| Рік         | Назва (укр.)                  | Назва (англ.)                  | Режисер                                               | Сценарист                                             | Виконавчий продюсер                                   | Примітка                              |
| ----------- | ----------------------------- | ------------------------------ | ----------------------------------------------------- | ----------------------------------------------------- | ----------------------------------------------------- | ------------------------------------- |
| 1989 — 1996 | «Комерційна поломка»          | Commercial Breakdown           | Ні                                                    | style="background: #bbffb0; text-align:center" \| Так | Ні                                                    |                                       |
| 1993 — 1997 | «Детективи»                   | The Detectives                 | style="background: #bbffb0; text-align:center" \| Так | style="background: #bbffb0; text-align:center" \| Так | Ні                                                    |                                       |
| 1998 — 2010 | «Хто хоче стати мільйонером?» | Who Wants to Be a Millionaire? | Ні                                                    | style="background: #bbffb0; text-align:center" \| Так | Ні                                                    | також автор ідеї                      |
| 2013 — 2022 | «Гострі картузи»              | Peaky Blinders                 | Ні                                                    | style="background: #bbffb0; text-align:center" \| Так | style="background: #bbffb0; text-align:center" \| Так | також автор ідеї та керівник проєкту  |
| 2017        | «Табу»                        | Taboo                          | Ні                                                    | style="background: #bbffb0; text-align:center" \| Так | Ні                                                    | також автор ідеї та керівник проєкту  |
| 2019 — 2022 | «Сліпота»                     | See                            | Ні                                                    | style="background: #bbffb0; text-align:center" \| Так | style="background: #bbffb0; text-align:center" \| Так | також автор ідеї                      |
| 2019        | «Різдвяна пісня»              | A Christmas Carol              | Ні                                                    | style="background: #bbffb0; text-align:center" \| Так | Ні                                                    |                                       |
| 2023        | «Великі сподівання»           | Great Expectations             | Ні                                                    | Так                                                   | Так                                                   |                                       |
| 2023        | «Все те незриме світло»       | All the Light We Cannot See    | Ні                                                    | Так                                                   | Ні                                                    | також автор ідеї спільно з Шоном Леві |